# Tenenisk
Tenenisk (Punta Azara, Cabo San Pablo, siglo XIX-Punta Azara, invierno de 1924), también conocido como Tininisk, Ténénese, Teneneshk o Tenenesk e hispanizado como Ventura fue un chamán indígena del archipiélago de Tierra del Fuego, mitad Selk'nam (Ona) y mitad Haush, perteneciente al clan de Punta Azara, ubicada en el cabo San Pablo.
Fue el sujeto de estudio de varios exploradores, junto con ser uno de los últimos chamanes de su religión, los cuales fueron conocidos como "Xo'on".

## Biografía
El terrateniente Esteban Lucas Bridges lo describió como en su novela El último confín de la tierra, tras conocerlo en un territorio de caza alrededor de 1895.
De porte atlético, ancho de hombros aunque delgado, Tininisk media un metro sesenta y cinco de estatura. Su mirada de águila, su frente inclinada hacia atrás y su nariz en forma de pico le daban un aspecto de pájaro de presa que no correspondía a la realidad, pues era un hombre bondadoso y razonable; en los veinticinco años que lo traté, lo encontré siempre tranquilo y bien dispuesto. En los últimos años, cuando éramos ya más amigos, le halagaba que yo por broma le dijese que el debía de tener entre sus antepasados un cuervo o un águilaa; y en una ocasión en que, señalando a otro indio, le dije que quizás ése debía agradecerle a algún antepasado pato la forma de su hocico, todos se echaron a reír de buena gana incluso la víctima de la broma.
En las sociedades selknam dentro de la isla, el chamán era uno de los más prestigiosos, ganándose un respeto temeroso de sus miembros. En una ocasión, Bridges le preguntó a Tenenisk sobre sus poderes religiosos, a lo cual el relató que "la luna era en cierto modo propicia a esas cosas; que era posible a un curandero ponerse en contacto con espíritus fuera del alcance del común de los mortales e incluso ver cosas que estuvieran ocurriendo muy lejos" y que su poder no era estable, dado que en algunas ocasiones tendría fuerzas y en otras no.
La primera esposa de Tenenisk, Leluwhachin, también fue curandera y pertenecía a un grupo indígena perteneciente a las cadenas de montañas detrás de Harberton y Ushuaia. Además, fue la única mujer hechicera conocida de las Onas. Poco se sabe de la familia de Tenenisk, a diferencia de la de Leluwhachin, la cual está documentada extensivamente. Dado a la frencuencia de la poligamia en la sociedad selk'nam, también se ha documentado una segunda esposa, Kauxia (hispanizada como Rosa), con quien tuvo un hijo, Inxiol (también deletreado Hinjiyolh, bautizado como Juan), descrito como el mismo Bridges como "atlético y bien desarrollado". Inxiol contrajo matrimonio con Houshken, quien falleció seis meses después del nacimiento de su primera e única hija, quien fue criada en gran parte por Leluwhachin y adoptó el nombre español de Matilde. Inxiol también contrajo matrimonio con Warkión (bautizada como María), con quien tuvo otra hija, Josilopa, quien fue víctima del genocidio selk'nam. Por su parte, Matilde contrajo matrimonio con Luis Garibalde Honte, mestizo, hijo de una mujer selk'nam y un hombre italiano.     
Entre 1907 y 1908, mientras trabajada como un curandero en la Estancia Harberton, contribuyó a los estudios del coronel y explorador estadounidense Charles W. Furlong.
En 1919, el etnólogo alemán Martín Gusinde tomó contacto con él, tras lo cual el escribió la obra "Los indios de Tierra del Fuego". En 1923, alcanzó a celebrar la ceremonia selk'nam del Hain, usando la pintura facial característica de los chamanes de su grupo: tres puntos blancos, uno en cada sien y el tercero en el entrecejo sobre la nariz. En esa misma ocasión, Gusinde fue autorizado a participar y documentar la ceremonia del Hain.
 

Durante sus últimos años, Tenenisk se europeizó, aprendiendo a hablar español e insertando a su hijo en el mundo hispanohablante de Latinoamérica. Gusinde describió esta última actividad:
El viejo Tenenesk y su hijo, acompañados por cuatro hombres provenientes del campamento junto al Lago Fagnano, aparecieron en la estancia de los hermanos Lawrence en Punta Remolino, junto al Canal Beagle. Tenían por destino Ushuaia y permanecieron aquí dos días a causa del mal tiempo. La intención especial de Tenenesk durante este viaje era poner a su hijo al servicio de un argentino, para que aprendiera mucho de los blancos y que además le mandara a menudo tabaco.
Falleció en el invierno de 1924, víctima de una epidemia de sarampión, junto a Kauxia,